# Bengtson-Kliffs
Die Bengtson-Kliffs sind helle Felsenkliffs auf der westantarktischen James-Ross-Insel. Sie ragen auf halbem Weg zwischen Kap Lachman und dem Andreassen Point am Ostufer des Herbert-Sunds auf.
Das UK Antarctic Place-Names Committee benannte sie 1993 nach Peter Kristian Bengtson (* 1945) von der Universität Uppsala, Mitarbeiter des British Antarctic Survey auf der James-Ross-Insel von 1988 bis 1989.